# Brita Appelgren
Disa Brita Jakobina Appelgren, född 21 december 1912 i Stockholm, död där 29 oktober 1999, var en svensk ballerina och skådespelare.
Brita Appelgren filmdebuterade som barnskådespelare i Gustaf Molanders Mälarpirater 1923 och kom att medverka i ett tjugotal filmer under 1920- och 1930-talet. Appelgren var premiärdansös vid Operan 1934–1955.
Appelgren gifte sig 1938 i Paris med tandläkaren Hans Nordgren. De blev föräldrar till TV-producenten och skådespelaren Malou Hallström (1941–2005). Appelgren ingick andra äktenskapet 1961 i Stockholm med jur. kand Sten G. Hermansson (1915–1962).
Brita Appelgren dog vid 86 års ålder år 1999 och är begravd på Skogskyrkogården i Stockholm.

## Filmografi
- 1923 – Mälarpirater
- 1926 – Mordbrännerskan
- 1926 – Hon, den enda
- 1927 – Hans engelska fru
- 1927 – Ungdom
- 1928 – Majestät schneidet Bubiköpfe
- 1928 – Die Blaue Maus
- 1928 – Hans Kungl. Höghet shinglar
- 1929 – Konstgjorda Svensson
- 1930 – Ulla, min Ulla
- 1930 – Kronans kavaljerer
- 1931 – Markurells i Wadköping
- 1931 – Trötte Teodor
- 1931 – Skepp ohoj!
- 1932 – Sten Stensson Stéen från Eslöv på nya äventyr
- 1933 – Flickan från varuhuset
- 1935 – Kanske en gentleman
- 1936 – Skeppsbrutne Max
- 1962 – Fåfängans marknad (kortfilm)

### Fotnoter
1. ↑  NORDGREN, HANS P, tandläkare, Bromma i Vem är Vem? / Stor-Stockholm 1962 / s 973.
2. ↑  "Dansen som musikaliskt instrument" (bildreportage), Tidningen Se nr 21, 1942, sid 16-17. Åhlén och Åkerlunds, Stockholm 1942. Läst 5 augusti 2018.
3. ↑  ”Brita Appelgren”. Svensk Filmdatabas. http://www.sfi.se/sv/svensk-filmdatabas/Item/?type=PERSON&itemid=58505&ref=%2ftemplates%2fSwedishFilmSearchResult.aspx%3fid%3d1225%26epslanguage%3dsv%26searchword%3dBrita+Appelgren%26type%3dPerson%26match%3dBegin%26page%3d1%26prom%3dFalse. Läst 24 september 2012.
4. ↑  ”Brita Appelgren - Uppslagsverk - NE.se”. www.ne.se. https://www.ne.se/uppslagsverk/encyklopedi/l%C3%A5ng/brita-appelgren. Läst 25 september 2019.
5. ↑  Svenska Dagbladet, 7 juli 1938, sid.7
6. ↑  ”Malou Hallström”. IMDb.com. Arkiverad från originalet den 4 oktober 2013. https://web.archive.org/web/20131004234359/http://akas.imdb.com/name/nm0032243/. Läst 24 september 2012.
7. ↑  Svenska Dagbladet, 20 februari 1961, sid.11
8. ↑  Dödsannons i Svenska Dagbladet, 29 augusti 1962, sid.2
9. ↑  Hitta graven
10. ↑  SvenskaGravar